# حامد رسولی
حامد رسولی (انگلیسی: Hamed Rasouli؛ زاده ۱۸ ژانویهٔ ۱۹۸۵) یک بازیکن فوتبال اهل ایران  و بازیکن سابق سپاهان اصفهان است.